# Silverton (Oregon)
Silverton – miasto w Stanach Zjednoczonych, w stanie Oregon, w hrabstwie Marion.